# ペドロ・オリリョ
ペドロ・オリリョ・ムニョス（Pedro Horrillo Muñoz、1974年9月27日 - ）は、スペイン・バスク州ギプスコア県エイバル出身の自転車競技（ロードレース）選手。ジロ・デ・イタリア 2009では崖下に転落する大事故を起こし、一命は取り留めたもののプロ選手生活からの引退を余儀なくされた。

## 経歴
アマチュア自転車競技選手時代はバスク大学で哲学を専攻する学生でもあったが、1998年にビタリシオ・セグロスでプロ自転車競技選手に転向し、オスカル・フレイレ、フアン・ミゲル・メルカドなどとチームメイトになった。2001年にはマペイ・クイックステップに移籍し、クイックステップ・フロアーズに改称していた2004年にはパリ〜ニースでステージ優勝した。
2005年にはラボバンクに移籍。同年のカタルーニャ一周でもステージ優勝した。同年のブエルタ・ア・エスパーニャ2005ではゴール前200メートルで集団に捕らえられてステージ優勝を逃した。

### 2009年の事故
ジロ・デ・イタリア 2009では、5月16日の第8ステージ、ダウンヒルの72km地点で60メートルの高さの谷に転落した。転落時には単独で走行していたが、自転車が路肩に投げ出されていたために転落が判明したのである。一時は昏睡状態に陥ったが、翌日には脳障害もなく昏睡状態から目覚め、5週間後にはスペインに移送されて家に戻った。2010年にはチームから契約延長の申し出を受けていたが、オリリョはこれを辞退してプロ選手生活から引退した。なお、第8ステージは選手からの抗議によって異例の勝負中止となっている。

### その後
オランダのフォルクスクラント(de Volkskrant)紙にツール・ド・フランス期間中にコラムを書いたり、スペインのエル・パイス紙に連載するなど、現役引退後には自転車競技についての執筆活動を行っている。2009年には国際自転車競技連盟(UCI)のドーピング対策システムについて「El Señor Adams」（アダムス氏）というタイトルのコラムを連載した。